# Chrysopa virgata
Chrysopa virgata är en insektsart som beskrevs av Eduard Handschin 1935. Chrysopa virgata ingår i släktet Chrysopa och familjen guldögonsländor. Inga underarter finns listade i Catalogue of Life.